# Kam Heskin
Kam Heskin (ur. 8 maja 1973 w Grand Forks) –  amerykańska aktorka.

## Filmografia
- 1997: Sunset Beach  jako Caitlin Richards
- 2001: Kocurek jako Kimberly
- 2001: Planeta małp  jako przyjaciółka na przyjęciu u Leo
- 2002: Złap mnie, jeśli potrafisz jako Candy
- 2003: Duma i uprzedzenie  jako Elizabeth Bennet
- 2003: Życie kobiety niemoralnej jako Jessie
- 2003: Vlad jako Alexa Meyer
- 2004: The Ecology of Love jako Laura
- 2005: Dirty Love jako Carrie Carson
- 2006: Książę i ja 2: Królewskie wesele jako Paige Morgan
- 2008: Książę i ja 3: Królewski miesiąc miodowy jako królowa Paige
- 2010: Książę i ja 4: W krainie słoni jako  królowa Paige